# Лапшув
Лапшув (пол. Łapszów) — село в Польщі, у гміні Кошиці Прошовицького повіту Малопольського воєводства.
Населення — 317 осіб (2011).
У 1975-1998 роках село належало до Келецького воєводства.

## Демографія
Демографічна структура станом на 31 березня 2011 року:
|          | Загалом | Допрацездатний вік | Працездатний вік | Постпрацездатний вік |
| -------- | ------- | ------------------ | ---------------- | -------------------- |
| Чоловіки | 157     | 23                 | 104              | 30                   |
| Жінки    | 160     | 37                 | 84               | 39                   |
| Разом    | 317     | 60                 | 188              | 69                   |